# Parque nacional del lago Urmía
El Parque nacional del lago Urmía se encuentra entre las provincias de Azerbaiyán Oriental y Azerbaiyán Occidental, en las coordenadas geográficas 37 a 38.5 grados de latitud norte y 45 a 46 grados de longitud este. El parque abarca una superficie de 464 056 hectáreas. El lago incluye un total de 102 islas, entre grandes y pequeñas, con una superficie de 33 486 hectáreas. El lago Urmía fue inscrito en la lista de Parques Nacionales de Irán en 1973.
El Parque nacional del lago Urmía abarca 462 600 hectáreas y es una de las nueve reservas de la biosfera de Irán. El Parque Nacional del Lago Urmía cuenta con un total de 10 embalses de agua, con una capacidad de 180 000 litros.